# Всеукраїнська православна церковна рада
Всеукраї́нська правосла́вна церко́вна ра́да (ВПЦР, ВУПЦР) — тимчасовий керівний орган Української православної церкви, створений на початку грудня 1917 року організаційним комітетом зі скликання Всеукраїнського церковного собору. ВПЦР діяла при Софійському соборі в Києві. До складу Ради входили представники духовенства та вірних зі всієї України. Очолювали ВУПЦР відомі вітчизняні церковні діячі — архієпископ Олексій Дородницький і протоієрей Василь Липківський.

## Історія і діяльність
Уперше ідею апеляції до арбітражу Константинополя при врегулюванні питання статусу православної церкви в Україні висловив у грудні 1917 року саме архієпископ Олексій (Дородніцин). Як історику церкви йому були відомі всі суперечливі моменти, що пов'язані з підпорядкуванням Київської митрополії Московському патріархату й можливості перегляду канонічних відносин між Петербургом (Москвою) і Києвом. Однак урядової підтримки до кінця 1918 року ця ідея не здобула.
ВПЦР рішуче виступала за автокефалію Української Церкви від Москви й скликала Всеукраїнський Церковний Собор на початку 1918 року в Києві. Собор виступив за створення незалежної від московського патріархату української церкви. Однак, 19 січня робота Собору перервалася наступом більшовиків на Київ.
Після антигетьманського перевороту й встановлення влади Директорії, 1 січня 1919 року був прийнятий «Закон про верховне управління Української Православної Автокефальної Синодальної Церкви». До участи в Першому Святому Синоді уряд, серед інших, запросив архієпископа Катеринославського Агапіта (Вишневського), єпископа міста Кременця Діонісія (Валединського) і протоієрея Василя Липківського.
У березні 1919 року було відновлено роботу Всеукраїнської церковної ради (перша Рада існувала 1917—1918 рр. і до Собору). Головою Ради обрали мирянина Михайла Наумовича Мороза, а до секретаріату — іншого мирянина, Івана Васильовича Тарасенка. Серед головних натхненників Всеукраїнської церковної ради були Василь Липківський, Нестор Шараївський та інші.
ВПЦР звертала особливу увагу на українізацію парафій і богослужіння. Перша Служба Божа українською мовою в Києві в Миколаївському соборі на Печерську відбулася 9 травня 1919 року. 10 липня почалися україномовні богослужіння в Софії Київській.
Заходами ВПЦР 5 травня 1920 р. у Києві була проголошена автокефалія і 1921 року скликано Собор, на якому поставлено ієрархію УАПЦ. 14—30 жовтня відбувся І Всеукраїнський церковний собор, що завершив організаційне оформлення Української автокефальної православної церкви (УАПЦ).
Собор заявив про невизнання рішень Всеросійського церковного собору РПЦ 1917—1918 рр. і Київського собору УПЦ періоду гетьманщини, що не звільнили УПЦ від підпорядкування Московській патріархії. Також було визнано як історично неминучий факт радянської влади й соціальну революцію. Проголошено автокефалію (самостійність і незалежність в управлінні від інших церков, у тому числі від РПЦ). Висунуто на митрополита Київського та всієї України архієрея В. Липківського.
1928 року президія ВПЦР складалася з голови — протоієрея Л. Юнакова й членів: архієпископ Й. Оксіюк, митрополит М. Борецький, архиєпископ К. Малюшкевич, о. М. Грушевський, о. Я. Чулаївський, протоієрей Л. Карпов, В. Чехівський, С. Кобзар.
ВПЦР у зміненому складі й за інших обставин діяла до знищення УАПЦ в Україні. 1937 року з 2000 парафій в УАПЦ не лишилося жодної.